# Зона остановки велосипедистов
Зона остановки велосипедистов (англ. advanced stop line или bike box) — выделенный разметкой участок дороги перед регулируемыми перекрёстками, на который во время ожидания разрешающего сигнала светофора разрешён выезд велосипедистам, но запрещён водителям механических транспортных средств. Такая разметка позволяет велосипедистам во время красного сигнала светофора выехать вперёд и занять место перед автомобилями, повышая заметность велосипедистов на дороге и предоставляя им преимущество на старте при включении зелёного сигнала.
Разметка такого типа широко используется в Великобритании, Нидерландах, Дании и других европейских странах, в последние годы такой тип разметки интенсивно применяется и некоторых городах Северной Америки.
Аналогичные типы дорожной разметки — дополнительные стоп-линии, используются в некоторых странах для предоставления преимущества на старте и другим типам транспортных средств — автобусам и мотоциклам.

## Описание
Разметка данного типа состоит из двух параллельных стоп-линий перед перекрёстком. Линия, расположенная ближе к перекрёстку, обозначает место остановки велосипедистов, дальняя от перекрёстка стоп-линия — место остановки всех прочих транспортных средств. Протяжённость зоны — расстояние между двумя стоп-линиями, составляет обычно 5 метров. Зона остановки велосипедистов обычно является продолжением одной или нескольких полос движения и вмещает несколько велосипедистов.
В дополнение к линейной разметке зоны остановки велосипедистов могут иметь дорожное покрытие яркого цвета (как правило, красного или зелёного) с нанесённым контурным изображением велосипеда белого цвета. Также такая разметка может сопровождаться дорожными знаками, информирующими водителей о её назначении, и дополнительными светофорами для велосипедистов.
Зоны остановки велосипедистов часто используются совместно с велополосами, позволяющими велосипедистам без помех попасть в зону.
Российскими нормами и правилами разметка такого типа не предусмотрена. Общепринятого названия этой разметки в русском языке пока нет. В европейском велосипедном словаре advanced stop line переводится как зона остановки велосипедистов у светофора. В документах НИИ проектирования велосипедного транспорта предложения по внедрению разметки такого типа проходят под заголовком увеличенная зона остановки велосипедов на перекрёстках. В данной статье используется более короткий вариант перевода этого термина — зона остановки велосипедистов, и короткий вариант его английского названия — bike box.
Зоны остановки велосипедистов обычно используются на перекрёстках совместно с велосипедными полосами. Правила организации дорожного движения в некоторых странах, например, в Великобритании и Ирландии, требуют обязательного наличия велополосы, предоставляющей велосипедистам формальную возможность выехать за первую (автомобильную) стоп-линию. При этом такая велополоса может начинаться всего за несколько метров до перекрёстка. Велополосы могут отделяться от автомобильных полос как сплошной, так и прерывистой линией разметки.
Помимо велополос, подводящих велосипедный трафик к зонам остановки велосипедистов, совместно с такими зонами могут использоваться велополосы, продолжающиеся из зон остановки на перекрёсток, и указывающие велосипедистам и автоводителям возможные направления движения велосипедного потока.

## Как работает
Наличие перед перекрёстком специальных зон для остановки только велотранспорта позволяет велосипедистам во время красной фазы светофора занимать позицию перед ожидающими автомобилями и при смене сигнала светофора на зелёный, начинать движение первыми. Один из наиболее частых типов ДТП с участием велосипедистов — столкновение движущегося прямо велосипедиста с поворачивающим направо автомобилем. Дополнительная стоп-линия предоставляет велосипедистам, двигающимся с перекрёстка прямо или налево, место, где они могут дожидаться своей фазы светофора, не создавая помех транспортным средствам, поворачивающим направо, в ситуациях, когда поворот направо регулируется сигналами дополнительных секций светофора или разрешён вне зависимости от сигналов светофора (как, например, в США).
Останавливаясь на красный свет на площадке, образованной дополнительной стоп-линией, перед автоводителями, велосипедисты более заметны. А во время проезда перекрёстка на зелёный свет само наличие дополнительных стоп-линий и изображение велосипеда на дороге напоминает участникам движения, что эта дорога используется велосипедистами. Видимость и осведомлённость способствуют снижению аварийности.
Такая разметка наиболее эффективна на перекрёстках с высоким велосипедным трафиком. Зоны остановки:
- улучшают видимость велосипедистов,
- повышают осведомлённость автоводителей о наличии на дороге велосипедистов,
- позволяют велосипедистам, движущимся прямо или поворачивающим налево, занять более безопасную позицию для манёвра,
- помещая велосипедистов перед автомобилями, снижают объём вдыхаемых автомобильных выхлопов,
- способствуют повышению статуса велосипедистов как участников дорожного движения.

## История
Первые дополнительные стоп-линии появились в конце 1980-х в Европе и Азии. В Бельгии разметка такого типа официально используется с 1992 года. В США и Канаде — примерно с 2000 года. В Великобритании первые эксперименты по внедрению такой разметки проводились начиная с 1986 года, а в 1993 было выпущена официальная брошюра Департамента транспорта, описывающая результаты этих экспериментов. Результаты одного из первых значительных исследований на тему использования такой разметки были опубликованы группой датских инженеров в 1994 году.

## Разновидности
В Великобритании разметка подобного типа была впервые опробована в Оксфорде в 1986 году. Затем в рамках пилотного проекта Департамена транспорта Великобритании, а также в дополнение к этому проекту по инициативе некоторых местных властей, эта разметка появилась в Ньюарке, Бристоле, Йорке, Кембридже, Манчестере и Ньюкасле. Были опробованы разные вариации разметки — с дополнительными информационными табличками и дополнительными светофорами на «задней» стоп-линии, и без них, с выделением велосипедной площадки дорожным покрытием разного цвета, с различной шириной зоны остановки велосипедистов, с подводящими велополосами разного типа (отделенными как сплошной, так и прерывистой линиями разметки) и разной ширины (1.2 и 1.5 м).
Сравнение различных вариантов показало, что:
- Водители автомобилей реже заезжали на велополосу и в зону остановки велосипедистов там, где использовался первоначальный, наиболее информативный, вариант разметки. Упрощенный вариант, однако, намного выгоднее в плане реализации. Поэтому на этапе, когда в регионе разметка такого типа применяется впервые, рекомендуется использовать разметку в наиболее информативном варианте — с дополнительными информационными табличками, велополосой, отделенной от автомобильных полос сплошной линией разметки и, возможно, даже дополнительными светофорами. Когда водители привыкнут воспринимать такую разметку правильно, можно переходить к использованию упрощенного варианта.
- На велополосы, отделенные сплошной линией, автоводители заезжают значительно реже, чем на те, что отделены прерывистой линией. По возможности следует использовать полосы первого типа, поскольку эффективность всей разметки в целом сильно снижается, если автомобили блокируют путь проезда велосипедистов. Отделять велополосы прерывистой линией можно только, если ширина дороги не позволяет организовать выделенные велополосы.
- Разметка контрастного цвета также способствует тому, что водители автомобилей реже заезжают на велополосу и в зону остановки велосипедистов. Контрастным в данном случае считается яркое зелёное покрытие, использованное в Манчестере, в России контрастным будет покрытие любого цвета, отличного от цвета асфальта.
- Заметность и понятность разметки значительно повышается, если зона для остановки велосипедистов отмечена изображением велосипеда на дорожном покрытии, и если имеется подводящая велополоса контрастного цвета.
- Оригинальный дизайн предусматривает ширину зон остановки велосипедистов 5 м и ширину подводящих велополос 1.5 м. В Кэмбридже были опробованы зоны остановки с уменьшенной до 3 м шириной, но впоследствии ширину вернули к 5 м, поскольку близость автомобилей препятствовала правильному использованию зон остановки велосипедистами. 1.5 считается минимально рекомендуемой шириной подводящих велополос, однако в Оксфорде использовались велополосы шириной всего 1.2 м. Такое уменьшение ширины, вероятно, оправдано только на улицах с небольшой скоростью движения.
- Рекомендуемая длина для подводящих велополос должна соответствовать максимальной длине очереди автомобилей, скапливающихся перед перекрестком.

Подводящие или, как их ещё иногда называют, «питающие» велополосы являются обязательным элементом разметки типа bike box в Великобритании, так как дорожные законы запрещают пересекать стоп-линию всем транспортным средствам, в том числе и велосипеду. На подводящей велополосе стоп-линии нет, и велосипедист может без помех заехать в свою зону остановки.
Подводящие велополосы обычно располагаются у края проезжей части. Но в случае, если из крайней полосы запрещено движение прямо, зона остановки велосипедистов занимает несколько полос, подводящая велополоса может располагаться справа (в Великобритании движение левостороннее) от крайней полосы движения. Также зоны остановки велосипедистов могут иметь две подводящих велополосы.
В других странах данная разметка может не иметь подводящих велополос. Отдельные, не связанные с велодорожками и велополосами зоны для остановки велосипедистов можно увидеть, например, в США и Чехии. В данном варианте такая разметка ещё проще и дешевле в реализации. Однако и в таком виде она весьма способствует повышению безопасности дорожного движения.
В Дании и США зоны остановки велосипедистом могут иметь не только подводящие велополосы, но и велополосы, продолжающиеся от зоны остановки далее через перекресток в разрешенных на данном перекрестке направлениях движения велосипедистов.

## Насколько эффективна эта разметка
Останавливаясь на красный свет на площадке, образованной дополнительной стоп-линией, перед автоводителями, велосипедисты более заметны. А в то время, когда транспортный поток движется пересекает перекресток на зелёный свет, само наличие на перекрестке дополнительных стоп-линий напоминает участникам движения о том, что на дороге встречается велосипедисты. Видимость и осведомленность способствуют снижению аварийности.
Копенгаген, в котором почти 40 % поездок совершается на велосипеде, считается одним из самых велосипедизированных городов мира. Разметка типа bike box используется в Копенгагене уже более 20 лет. Опыт использования такой разметки подтверждает, что она значительно снижает количество столкновений между движущимися прямо велосипедистами и поворачивающими направо автомобилями. Также проведенные в Дании исследования показали, что наиболее эффективна разметка такого типа в сочетании с дорожным покрытием контрастного цвета и велополосами, продолжающимися через перекресток и указывающим водителям направление движения велосипедистов, а также напоминающим автоводителям, поворачивающим направо, что справа от них может находиться велосипедист.
Результаты ещё одного исследования, проведённого в Дании, показывают, что ширина зоны остановки велосипедистов, то есть расстояние между стоп-линиями должно составлять не менее 5 м. Это вызвано необходимостью обеспечить ясную видимость велосипедистов водителям тяжёлых грузовиков, которые могут иметь слепую зону перед капотом до 4 м. Другое исследование, проведённое Организацей экономической безопасности и сотрудничества, демонстрирует, что за счёт увеличения расстояния между пешеходами и автомобилями дополнительные стоп-линии также способствуют повышению безопасности пешеходов, пересекающих перекрёсток.
Хотя для ожидающих зелёного сигнала велосипедистов безопаснее находиться перед автомобилями, на виду у водителей, существуют опасения по поводу велополос, подходящих к перекрёстку по внешней (правой) стороне дороги. Если по правой полосе двигается грузовой автомобиль, велосипедисты, даже если они едут по велополосе, могут остаться незамеченными водителем из-за больших боковых слепых зон. Столкновения с грузовыми автомобилями почти всегда имеют для велосипедистов весьма серьёзные последствия. Джон Франклин, автор Cyclecraft — справочника по безопасной езде на велосипеде, рекомендует велосипедистам использовать велополосы для подъезда к зоне остановки велосипедистов, в том числе и для поворота направо, только когда горит красный сигнал. Во время зелёного сигнала безопаснее всего двигаться вместе с потоком транспортных средств. Если сигнал меняется на зелёный во время подъезда к перекрёстку по велополосе, велосипедистам рекомендуется по возможности встроиться в общий поток. Если же перед перекрёстком стоит тяжёлый грузовик, рекомендуется не стараться объехать его и попасть в bike box, а ожидать разрешающего сигнала, оставаясь в общем потоке.
В Портленде (Орегон, США) и велосипедисты, и водители автомобилей считают такую разметку полезным нововведением, повышающим безопасность дорожного движения. Основной целью внедрения зон остановки велосипедистов было стремление снизить число столкновений автомобилей, поворачивающих направо, с велосипедистами, движущимися прямо.
Исследование, выполненное Орегонским консорциумом транспортных исследований и образования, показало, что большинство участников дорожного движения — и автоводители, и велосипедисты, понимают концепцию данной разметки и соблюдают её требования — почти три четверти автоводителей останавливаются перед байкбоксом, и почти такое же число велосипедистов останавливаются в правильном месте перед стоп-линией для автомобилей. Среди позитивных эффектов также можно отметить, что на перекрёстках снизилось число конфликтов между водителями и велосипедистами, а кроме того водители стали чаще уступать дорогу велосипедистам. Также участники дорожного движения стали считать дороги более безопасными.
Исследование 2002 года, проведённое в Новой Зеландии показало, что на перекрёстках, оснащённых зонами для остановки велосипедистов и другими мерами повышения безопасности, количество столкновений уменьшилось. В Кембридже, в Великобритании, после того, как на нескольких пилотных перекрёстках было выявлено, что зоны остановки велосипедистов оказались эффективным средством, было рекомендовано использовать зоны остановки велосипедистов на всех перекрёстках.
Зоны остановки велосипедистов не являются панацеей от всех возможных на перекрёстке опасностей. В то же время они безусловно улучшают видимость велосипедистов и позволяют им занять удобную позицию для старта. Все исследования последствий внедрения такой разметки показывают, что она либо значительно повышает безопасность, либо не оказывает заметного влияния. Но ни одно исследование не подтвердило встречающиеся иногда в блогосфере нелепые предположения о том, что зоны остановки велосипедистов могут увеличивать число столкновений.
Различия в степени эффективности разметки, вызваны, по-видимому, характером и особенностями перекрёстков — вероятно, не на всех перекрёстках такая разметка будет эффективной. Однако даже в тех случаях, когда внедрение такой разметки не приводило к изменению количества ДТП, было замечено, что это способствовало уменьшению конфликтов между велосипедистами и автоводителями.
Исследование примерно 50 перекрёстков в Лондоне, оборудованных зонами остановки велосипедистов, не выявило значительного изменения числа столкновений при усреднении данных по всем перекрёсткам, но показало, что на некоторых отдельных перекрёстках аварийность снизилась. Аналогичные результаты продемонстрировало исследование, выполненное Департаментом транспорта в Портленде (Орегон, США).
Наиболее спорный момент в использовании такой разметки — это её применение для организации поворота велосипедистов налево. Поворот налево традиционно считается сложным манёвром даже для автомобилей. Во многих странах, в том числе и в России, поворот налево на большинстве перекрестков велосипедистам запрещен, поскольку связан с необходимостью предварительного перестроения через полосы трафика, движущегося прямо, и повышенного внимания для контроля не только сопутствующих, но и встречных автомобилей. Велосипедные зоны остановки не избавляют велосипедистов от этих трудностей.
Более надежным и безопасным способом поворота налево в последнее время считается используемый многими велосипедистам «ход конём» — пересечение перекрестка в два приема — сначала прямо, потом поворот налево и после смены сигнала светофора проезд в нужном направлении.

## Возможные проблемы
1. Многие участники дорожного движения не знают, что означает эта разметка.
Чтобы действительно избежать столкновений, и автоводители, и велосипедисты должны хорошо знать правила дорожного движения. И те, и другие должны понимать, что они должны предпринять, приближаясь к зоне остановки велосипедистов. Некоторые водители сообщали о том, что разметка приводит их в замешательство, «засоряя» поле зрения и мешая заметить велосипедиста. Также было замечено, что некоторые, по-видимому, наиболее неопытные велосипедисты пытались въехать в bike box во время зелёного сигнала светофора, пересекая поток движущегося трафика. В одном исследовании, проведенном в городе Eugene (Орегон, США), наблюдали за bike box на улице с односторонним движением. Зона остановки велосипедистов шириной в несколько полос, была задумана, чтобы облегчить велосипедистам перестроение на другую сторону улицы для поворота налево. Однако многие велосипедисты не использовали такую возможность, по-видимому, не понимая полностью, как следует пользоваться этой разметкой [5].
2. Зону для остановки автомобилистов занимают автомобили и мотоциклы.
Исследование, проведённое Фондом «Транспорт для Лондона» показало, что так поступают только 14 % водителей автомобиля… и 60 % мотоциклистов.
3. Зоны для остановки велосипедистов не помогают повернуть направо.
Спроектированные, чтобы действовать в то время, когда транспорт останавливается на красный сигнал, зоны для остановки велосипедистов не помогают во время движения на разрешающий сигнал. Они не предоставляют дополнительной информации, предупреждающей автоводителей, совершающих поворот направо. Поэтому рекомендуется в дополнение к bike box использовать велополосы, продолжающиеся в направлении движения велосипедистов через перекресток.
Кроме того, незначительная часть столкновений при повороте направо связана с велосипедистами, движущимися по переходу или едущими, с нарушением правил дорожного движения, по находящейся справа улице навстречу поворачивающему потоку. Зоны для остановки велосипедистов не помогают избежать таких столкновений.
4. Они не помогают велосипедистам, поворачивающим налево.
Если зона для остановки велосипедистов не распространяется на все полосы движения, она не позволяет велосипедистам повернуть налево. На нешироких дорогах такая зона вполне может занимать всю ширину проезжей части. Однако в этом случае велосипедисты, поворачивающие налево, должны занимать левую часть зоны остановки велосипедистов только во время красного сигнала светофора.
5. Задача обеспечения видимости велосипедистов ещё не решена полностью.
Зоны остановки велосипедистов сами по себе способствуют повышению заметности велосипедистов на дороге. Однако в случае с грузовиками, капот автомобиля может помешать водителю заметить велосипедистов, занявших зону для остановки велосипедистов пока автомобиль ожидает зелёного сигнала. Как отмечено выше, рецептом в таких случаях должно стать увеличение ширины зоны остановки велосипедистов на дорогах, по которым движутся большие грузовики.
6. По-прежнему остаётся опасным правый поворот на красный свет.
В США водителю разрешается повернуть направо при запрещающем сигнале светофора после полной остановки и условии, что этот манёвр возможно выполнить безопасно. Поворачивающие таким образом водители могут создать опасность велосипедистам, приближающимся к зоне остановки велосипедистов в то время, когда горит красный свет, и особенно во время смены сигнала на зелёный, а также велосипедистам, уже находящимся в зоне в ожидании разрешающего сигнала.
В России такой манёвр запрещён, но на некоторых перекрёстках поворот направо регулируется сигналом в дополнительной секции светофора, и в качестве аналогичной ситуации можно рассматривать случай, когда движение прямо запрещено, а в направлении направо горит зелёная стрелка.
7. Велосипедисты будут опасаться использовать зоны для остановки велосипедистов.
Многие велосипедисты считают, что безопаснее ехать ближе к краю проезжей части. Исследование, проведённое в Лондоне показало, что многие не решаются занимать bike box’ы.

## Рекомендации и применение
Велоактивисты из Сан-Франциско, авторы статьи на Стритсвики, изучив множество публикаций и зная на собственном опыте преимущества и недостатки bike box’ов, сформулировали несколько основных советов по внедрению этой разметки.
1. Почти все исследования эффективности зон остановки велосипедистов акцентируют внимание на том, что чтобы они действовали, как задумано, и велосипедисты, и автомобилисты должны знать и соблюдать требования этой разметки[8][9][12]. Необходимы затраты на просвещение и образование, которые могут включать, например, информационные таблички и постеры, устанавливаемые непосредственно на дорогах, брошюры, разъяснения в СМИ и т. п. Например, в Портленде (США) перед началом внедрения bike box’ов была проведена масштабная информационная кампания, включающая объявления по радио, телевидению и в газетах. На каждом перекрёстке, где впоследствии были размечены зоны для остановки велосипедистов, заранее были установлены заметные постеры и таблички, предупреждающие об изменениях. Полиция Портленда в начале внедрения новой разметки следила за соблюдением правил её использования особенно тщательно. Департамент полиции также участвовал в распространении буклетов, разъясняющих требования и принципы функционирования новой разметки.
2. Зоны для остановки велосипедистов должны быть покрыты яркой краской для быстрой и лёгкой идентификации[7][8]. Цветное покрытие гораздо эффективнее простого обозначения линиями и знаками.
3. Зоны для остановки велосипедистов должны использоваться совместно с подводящими (или как их ещё иногда называют, «питающими» велополосами), а также с велополосами, продолжающимися на перекрёстке в направлении движения велопедистов[7].
4. Зоны для остановки велосипедистов должны иметь ширину не менее 5 м, чтобы обеспечить видимость водителям автобусов и грузовиков, и чтобы вместить большее количество велосипедистов[9].
5. Чтобы уменьшить стремление водителей моторных транспортных средств занять зону для остановки велосипедистов, можно отодвинуть стоп-линию для автомобилей немного дальше от зоны для остановки велосипедистов. Новая разметка, так же как и любые другие нововведения требует некоторого времени, чтобы автомобилисты начали соблюдать её.